# 卡斯泰特内
卡斯泰特内（法語：Castetner，法語發音：[kastɛtne]）是法国大西洋比利牛斯省的一个市镇，属于波城区。

## 地理
卡斯泰特内（43°26'40"N, 0°44'48"W）面积6.56 平方千米，位于法国新阿基坦大区大西洋比利牛斯省，该省份为法国东南部省份，涵盖了贝阿恩与北巴斯克，西临大西洋比斯開灣，北至朗德省，东北接热尔省，东临上比利牛斯省，南与西班牙接壤。
与卡斯泰特内接壤的市镇（或旧市镇、城区）包括：比龙、拉-蒙德朗、卢比安、马斯拉克、萨尔普朗克斯。

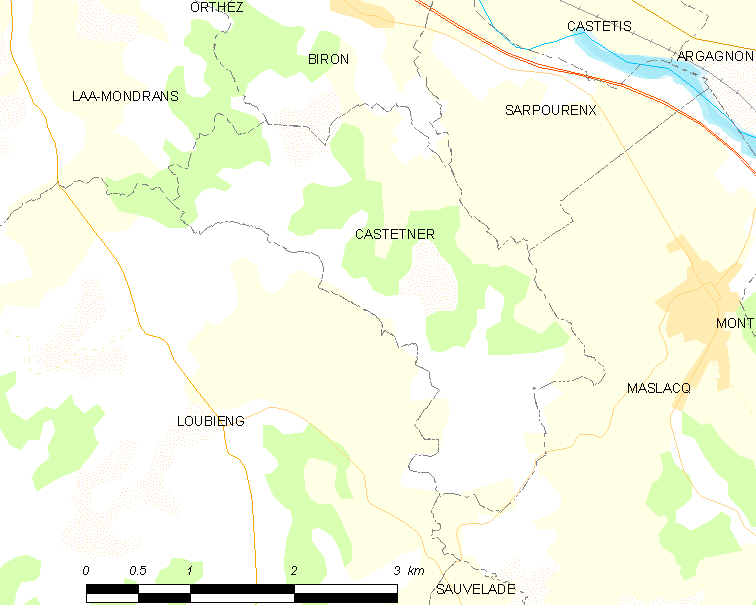
卡斯泰特内的OSM定位图

卡斯泰特内的时区为UTC+01:00、UTC+02:00（夏令时）。

## 行政
卡斯泰特内的邮政编码为64300，INSEE市镇编码为64179。

## 政治
卡斯泰特内所属的省级选区为贝阿恩中心县。

## 人口

1962-2008年间卡斯泰特内人口变化图示

卡斯泰特内于2022年1月1日时的人口数量为137人。